# Kudrinskaja (rejon totiemski)
Kudrinskaja (ros. Кудринская) – wieś w Rosji, w rejonie totiemskim obwodu wołogodzkiego. W 2010 r. liczyła 288 mieszkańców.